# Ludo Claesen
Ludo Claesen (Genk, 22 maart 1956) is een Belgisch musicus, jurylid, docent en dirigent. Claesen doceerde (1979-2016) polyfonie en orkestspel aan de School of Arts - campus Lemmens te Leuven (B), koordirectie en koorzang ( 1996-2022) aan Hogeschool Zuyd Muziekconservatorium  Maastricht en aan het stedelijk Conservatorium te Hasselt ( 2017-2022). Hij zetelt in adviescommissies van de auteursvereniging SABAM, de Koor&Stem Vlaanderen, de Interdiocesane Commissie voor Liturgische Zielzorg (ICLZ) Brussel. Hij verleende zijn medewerking aan de Vlaamse zangbundel Zingt Jubilate.

## Levensloop
Claesen studeerde aan het Lemmensinstituut te Leuven en het Vlaams Muziekconservatorium te Antwerpen percussie, muziekschriftuur (harmonie/ contrapunt/ fuga), compositie, koor- en orkestdirectie. In 1987 werd hij laureaat orkestdirectie (oratorium) bij het Limburgs Symfonie Orkest te Maastricht onder leiding van Jan Eelkema.

### Uitvoerend musicus
Als uitvoerend musicus concerteerde hij in diverse Europese landen, Israël, Zuid-Korea en de Verenigde Staten. Voor Belgische, Nederlandse en Franse omroepen maakte hij radio- en tv-opnamen.

### Dirigent
Als gastdirigent stond Claesen voor het Limburgs Symfonie Orkest in Maastricht, het Nieuw Vlaams Symfonieorkest, het Philharmonisch Orkest in Dnepropetrovsk (Oekraïne), het Nederlands Promenade Orkest, het Philharmonisches Kammerorchester Köln, het Vlaams Radiokoor, het Koor van de Kooracademie Brugge, het Bachkoor Middelburg en diverse ad-hocorkesten en -koren in Nederland en België. Hij leidde vijftien jaar lang het Kerkraads Symfonie Orkest waarvan hij nu ere-dirigent is. In september 2014 opende hij het culturele seizoen als gastdirigent bij het Philharmonic Choir of Jeju in Zuid-Korea.
Met koor en orkest van de Camera Musica Mosana Maastricht (nu Kamerkoor Maastricht) realiseerde hij in 1992 een maandelijkse Bachcantatencyclus. Tevens tekent hij voor de jaarlijkse uitvoering op Goede Vrijdag van de Johannes-Passion van Johann Sebastian Bach en bracht met hen in 2000 een cd opname met werk van Felix Mendelssohn Bartholdy, Charles Villiers Stanford en Edward Elgar. Bij de jaarlijkse Kooracademie Brugge is hij een vaste waarde als dirigent en docent koorleiding.
Daarnaast leidt hij het Kathedraalkoor Hasselt, Pro Musica Beverst, ensemble 'Blond en Bruin' Hasselt, Cantilone Borgloon en was hij vele jaren de artistiek leider van de Capella Concinite Leuven en Kamerkoor Maastricht (met een Eredirigentschap in 2023 van de koorbond KBZON). In 1997 lag hij aan de basis van de oprichting van de Limburgse Oratoriumvereniging (LOV) waarmee hij als artistiek leider projecten realiseerde zoals de Carmina Burana (Orff), Messa di Gloria (Puccini) en Elias (Mendelssohn). Verder is hij Eredirigent van het Königliches Männerquartett Eupen (National Vokalensemble Willy Mommer) waarmee hij in 2001 een cd uitbracht met als titel Ernste und Heitere Festgesänge.
Onder zijn leiding soleerden diverse musici zoals Wibi Soerjadi (piano), Anastasia Safonova (piano), Anders Davidson (cello), Aleksandr Khramouchin (cello), het Trio Vienarte Wien, en vele anderen.
Bij nationale en internationale wedstrijden is hij een gewaardeerd jurylid: Europees Muziekfestival Neerpelt; Int. Koorwedstrijd Vlaanderen; Provinciale koorwedstrijden Vlaanderen; VLAMO; Int. Mars- en Showwedstrijden Hamont; Nationaal koorconcours van het KNZV Nederland; het Nederlands Korenfestival; Int. Concours 'Ave Verum' te Baden bei Wien.

### Componist
Claesen profileert zich ook als componist van vocale en kamermuziekwerken. Zijn Missa pro nativitate Europae voor koor, orkest en soli werd onder zijn leiding in première gebracht te Lanaken (1994) in coproductie met de KRO-radio. In 2002, leidde hij ditzelfde werk in het Festival van Vlaanderen (Basilica Limburg) tezamen met werken van Piet Swerts en Paul Steegmans. In 1995 werd door de BRTN Radio3 onder zijn leiding zijn Psalmus 112 voor kopers, koor en percussie opgenomen, met het BRTN-koor en het Beaux Arts Quintet. Zijn suite Mijmeringen voor koor, houtblazerkwartet en klavier werd in 1998 gecreëerd. Bekoorlijk voor achtstemmig koor kende zijn creatie in 2000. In 2003 première van zijn 'Missa Ave Virga Jesse' te Hasselt; zijn 'Eurode-Fantasia' voor 2 orkesten kreeg zijn wereldpremière in 2005 te Kerkrade. In 2009 schreef hij 3 verplichte werken voor de Internationale koorwedstrijd Vlaanderen en het Muziekfestival EMJ te Neerpelt. In 2011 componeerde hij het verplichte werk slagwerk voor 'Dexia classics 2011-Brussel'. Verdere premières kwamen er in 2010 te Hasselt (Missa Beata es, virgo Maria); 2015 te Leuven (Cantico del Sole); 2017 te Hasselt (Cantata for Lent I) en in Baden bei Wien (Sanctus); in 2018 te Maastricht (Cantata for Lent II); in 2019 te Gent (Elementary Seasons/Spring Waters).
Zijn composities zijn terug te vinden bij Belgische, Nederlandse en Duitse uitgeverijen zoals Euprint Leuven, Annie Bank (NL), Harmonia (NL), De Haske (NL), Iduna (NL), Intrada Heerenveen (NL), Ascolta Houten (NL), Musikal Special-Edition Ferrimontana (D), Vlaams Centrum voor Liturgische muziek en Centrum voor Vlaamse Muziek Antwerpen. Diverse werken van hem zijn terug te vinden op cd, waaronder zijn 4 Miniatures voor saxofoonkwartet, Suite Ancienne voor strijkers en "Claesen Meets Claesen I" (Sacred choral music conducted by L. Claesen)/ "Claesen Meets Claesen II" (Music for male chorus) en uitvoeringen van zijn composities zijn te beluisteren op YouTube.

### Onderscheidingen
In 1993 werd hij laureaat van de SABAM-koorcompositiewedstrijd te Brussel en ontving hij de Provinciale cultuuronderscheiding. Verdere onderscheidingen vielen hem te beurt in Antwerpen (1985/1986), Leeuwarden (1996), Verona (1997) en Rome (2006). Als waardering voor zijn inzet en zijn verdiensten voor de culturele uitstraling ontving hij tevens de prijs “Het Gulden Spoor 1995” van de provincie Limburg; de Bisschoppelijke Onderscheiding van het Bisdom Limburg (B) (2002), de Silberne Kulturnadel der Deutschsprachige Gemeinschaft Belgiens (2003) en de Zilveren Medaille 2de Klasse van de stad Hasselt (B) (2017).

## Composities

### Vocaal
- Dominica Prima Adventus: Ad te levavi (SATB)
- Dominica Secunda Adventus: Populus Sion (SATB)
- Dominica Tertia Adventus: Gaudete (SATB)
- Dominica Quarta Adventus: Rorate (SATB)
- Das Magische Weihnachtswunder (TTBB)
- Het magische kerstwonder (TTBB)
- Ballade: Daar Zijn Ze (SSA - chamberorchestra)
- Domine Deus In Simplicitate Cordis Mei (SATB)
- Domine, non est exaltatum cor meum (SATB - organ)
- Enige Mijn (mezzo soprano - piano)
- Goed (SA)
- Gloria Maria (SSATTB)
- Joke (SATB)
- Moeder Van De Heer (bariton - piano)
- Ombre De Mon Amant (mezzosoprano - piano)
- Roemeens Koorlied: "Lino, Leano" (SSAATTBB)
- Salve Regina (SATB - chamberorchestra)
- Hoc Corpus (SATB - organ)
- Syntagma (SATB - percussionquintet )
- Quam pulchra es (SATB)
- The great longing (SSAA)
- Ich bin Ich (TTBB)
- A Song of Joy (SATB - handpercussion [opt.])
- Jubilate Deo (SATB)
- Praise the Lord (SATB - organ)
- Sonnet 43: "When most I wink, then do mine eyes best see" (soprano - flute - piano)
- Spring Waters (SATB - piano) / (SSA - piano)
- Dreams (SSAATTBB - vibraphone)
- Jan Publiek (SSA)
- Full of energy (SSA)
- Mijmeringen (suite for SATB, woodwinds, piano, double bass)
- Missa "Ave Virga Jesse" (SATB - organ)
- Missa "Pro Nativitate Europae" (SATB - chamber orchestra)
- Missa 'Beata es virgo Maria' (SATB - organ)
- Missa Tertia (TTBB - orgel)
- Missa Brevis Sancti Odulphi (SATB - organ)
- Numbers and Figures (SA)
- Pro Musica (SSAA)
- Psalmus 112 "Laudate servi Domini" (SATB - brassquintet/percussion)
- Laetatus sum - Psalm 122 (SATB -organ/oboe)
- La Musica Furiosa (SATB)
- Between sound and sense (SATB - piano)
- Ero Cras (cantate for mixed choir, chamber orchestra, recitant, organ)
- Cantata for Lent I (SATB - strings, organ, flute, oboe)
- Cantata for Lent II (SATB - strings, organ, flute, oboe)
- Cantico del Sole (SSAA - strings, SAT-soli)
- Closed lips (SSAATTBB)
- Silentium Triplum (TTBB)
- O Magnum Mysterium (TTBB - TTBB)
- May God be gracious (SATB - piano / SSAA - piano)
- Ave verum corpus (SATB) / (SSAA)

### Instrumentaal
- Breath of Life (multiple percussion - piano)
- Eurode Fantasia (Symphony orchestra and wind-brass orchestra)
- Exchange of Thoughts (percussion orchestra)
- Fantasie für Orchester
- Four Pictures (orchestra)
- Impressions (saxophone quintet en percussion sextet)
- Quatre Miniatures (saxophone quartet)
- Fantasie op “Regina Caeli” (organ)
- Xylo-Galop (xylophone and piano)
- Suite Ancienne (orchestre à cordes et percussion))
- Capriccio (piano)
- Scherzando (piano)
- Syntagma (Percussion-ensemble and 'speaking'Mixed Choir)
- Plaisanterie (solo percussion)